# Synagogue de Trani

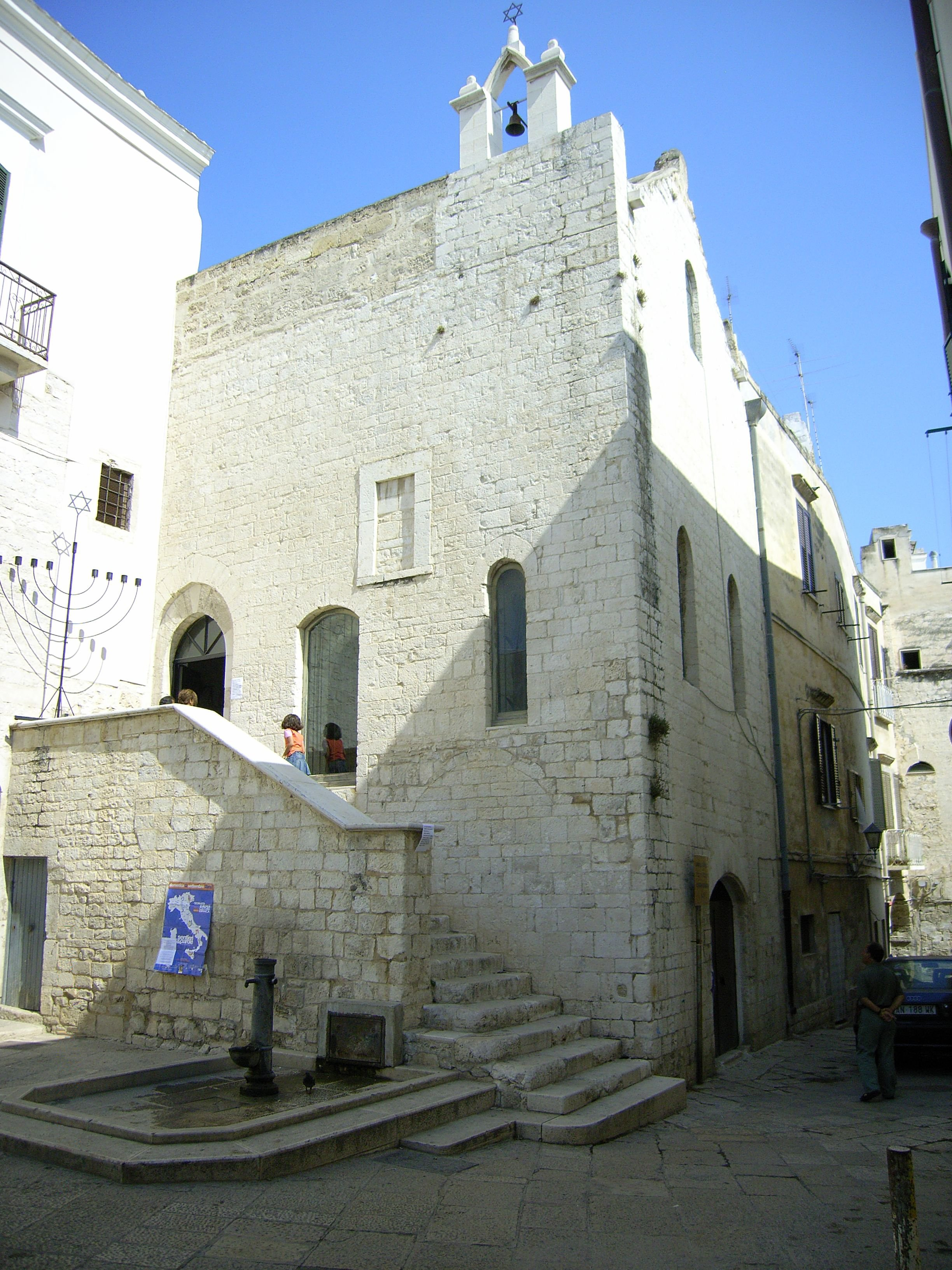
La synagogue médiévale Scolanova de Trani

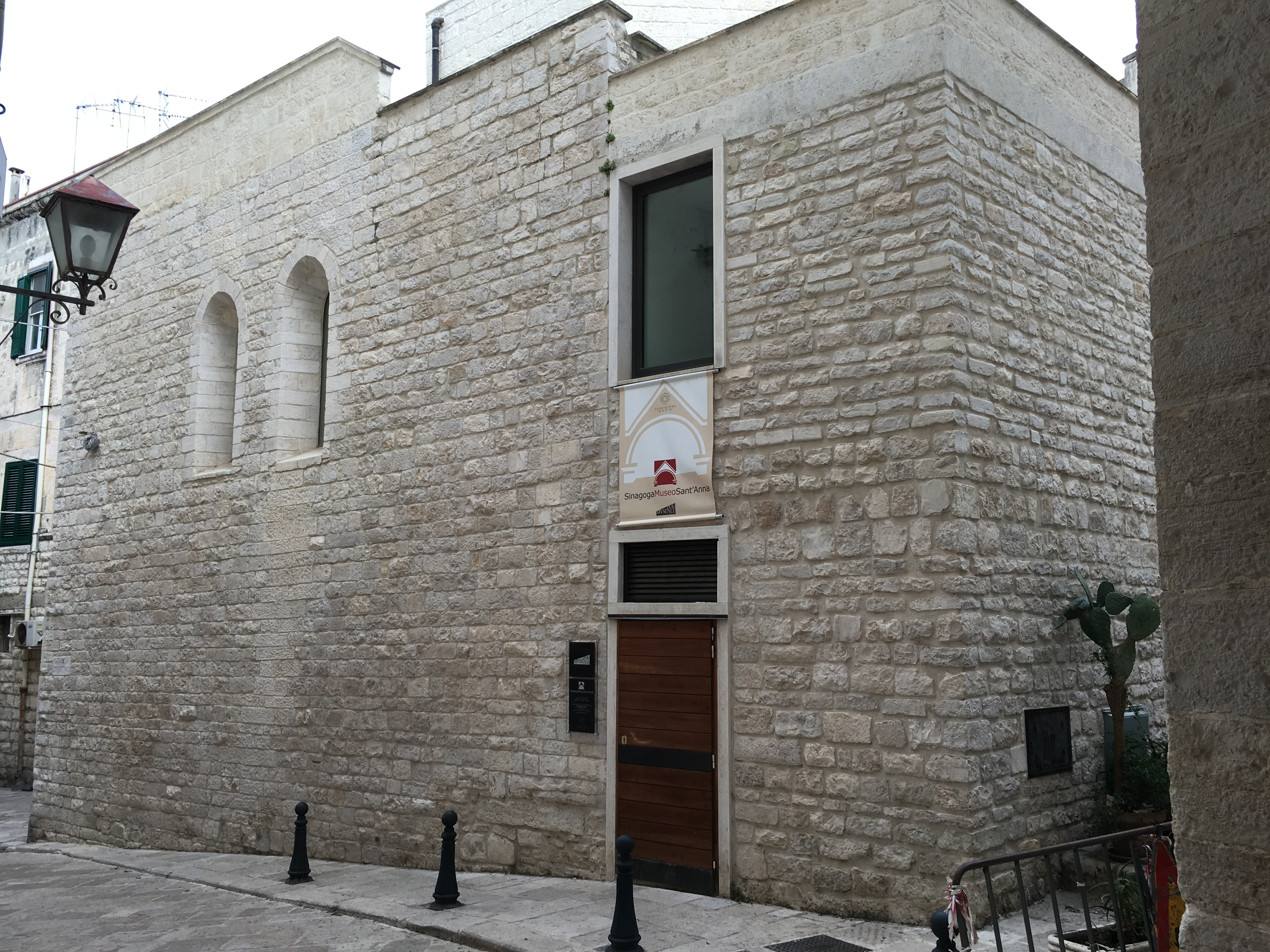
L'église Sant'Anna de Trani, ancienne synagogue et aujourd'hui musée

La synagogue de Trani, aussi appelée en judéo-italien la Scolanova ou nouvelle synagogue, est une synagogue située à Trani en Italie, construite au XIIIe siècle à l'époque médiévale  et confisquée par l'Église catholique lors d'une vague d'antisémitisme dans les années 1380. Convertie en église sous le nom de Santa Maria in Scolanova, elle a été désanctifiée par l'Église en 2006 et restituée à la communauté juive locale pour redevenir une synagogue.
Trani est une ville du sud de l'Italie sur la côte Adriatique, dans la région des Pouilles, à 45 km au nord-ouest de Bari. Elle compte actuellement un peu plus de 50 000 habitants.

## Histoire de la synagogue
Les quatre synagogues de Trani datent de l'époque de Frédéric II de Hohenstaufen, au XIIIe siècle, après qu'en 1231, l'empereur a donné le monopole de la production de la soie grège à des Juifs de Trani qui lui reversaient un tiers de leurs bénéfices. La dernière synagogue est construite en 1247. Au XVIe siècle, avec l'expulsion des Juifs des possessions espagnoles d'Italie, elles sont transformées en église et les Juifs restant en ville sont convertis de force au christianisme. Les quatre synagogues confisquées sont renommées Santa Maria pour la Scolanova, San Leonardo Abate, San Pietro Martire et Santi Quirico e Giovita (rebaptisée depuis Sant’Anna) pour la Scolagrande (grande synagogue). San Pietro est par la suite détruite. Aujourd'hui, l'église Sant'Anna est devenue la section d'art hébraïque du Musée diocésain de Trani. L'église San Leonardo, elle, a subi au cours des ans de profondes transformations et il ne reste quasiment rien de la synagogue d'origine.
En 2006, l'église Santa Maria in Scolanova, qui depuis les années 1950, n'était plus utilisée et avait été vidée, est désacralisée par l'Église et rendue à la communauté juive. Le professeur Francesco Lotoro et sa femme, descendants d'Anoussim italiens (Juifs convertis de force au christianisme), ont été les principaux acteurs de la reconsécration du bâtiment en tant que synagogue, qui serait ainsi devenu la plus vieille synagogue d'Europe en service aujourd'hui. Le professeur Lotoro, pianiste et musicologue réputé, a recueilli et reconstitué les musiques écrites par les déportés juifs des camps de concentration nazis pendant la Seconde Guerre mondiale.
Une vieille peinture à l'huile représentant la Vierge Marie est accrochée dans la niche qui autrefois renfermait l'Arche sainte. L'Église a refusé de retirer la peinture et de la transférer dans une autre église ou dans un musée. En plus, le bâtiment est un site historique protégé, aussi la communauté juive n'a pas l'autorisation de déplacer la peinture. La solution a été de tendre devant  la peinture une grande image d'une Menorah. Quant à la cloche, elle a été surmontée récemment d'une étoile de David.
La communauté rassemble tous les Juifs des Pouilles, jusqu'à Bari et Lecce et comprend maintenant des descendants de crypto-juifs Neofiti et de Juifs de San Nicandro. Les services des grandes fêtes et de quelques chabbatot y sont célébrés chaque année.

## Architecture
La synagogue a été initialement transformée en église sans modification significative à l'intérieur du bâtiment. La synagogue gothique est un bâtiment rectangulaire de 15 mètres de long par 6,5 mètres de large. Le plafond  a voûte en tonneau est à 11 mètres de hauteur. Le mur est percé de trois fenêtres, une de chaque côté de l'Arche Sainte et l'autre au-dessus,.
La pierre taillée qui entourait l'Arche, existe toujours. L'Arche autrefois était accessible par un escalier de sept marches. Il comprenait une colonne centrale que divisaient deux ouvertures arquées séparées.
Le bâtiment adjacent contenait autrefois la galerie pour les femmes ainsi que dans son sous-sol, les escaliers et le bassin du Mikvé (bain rituel) médiéval, qui existent toujours.

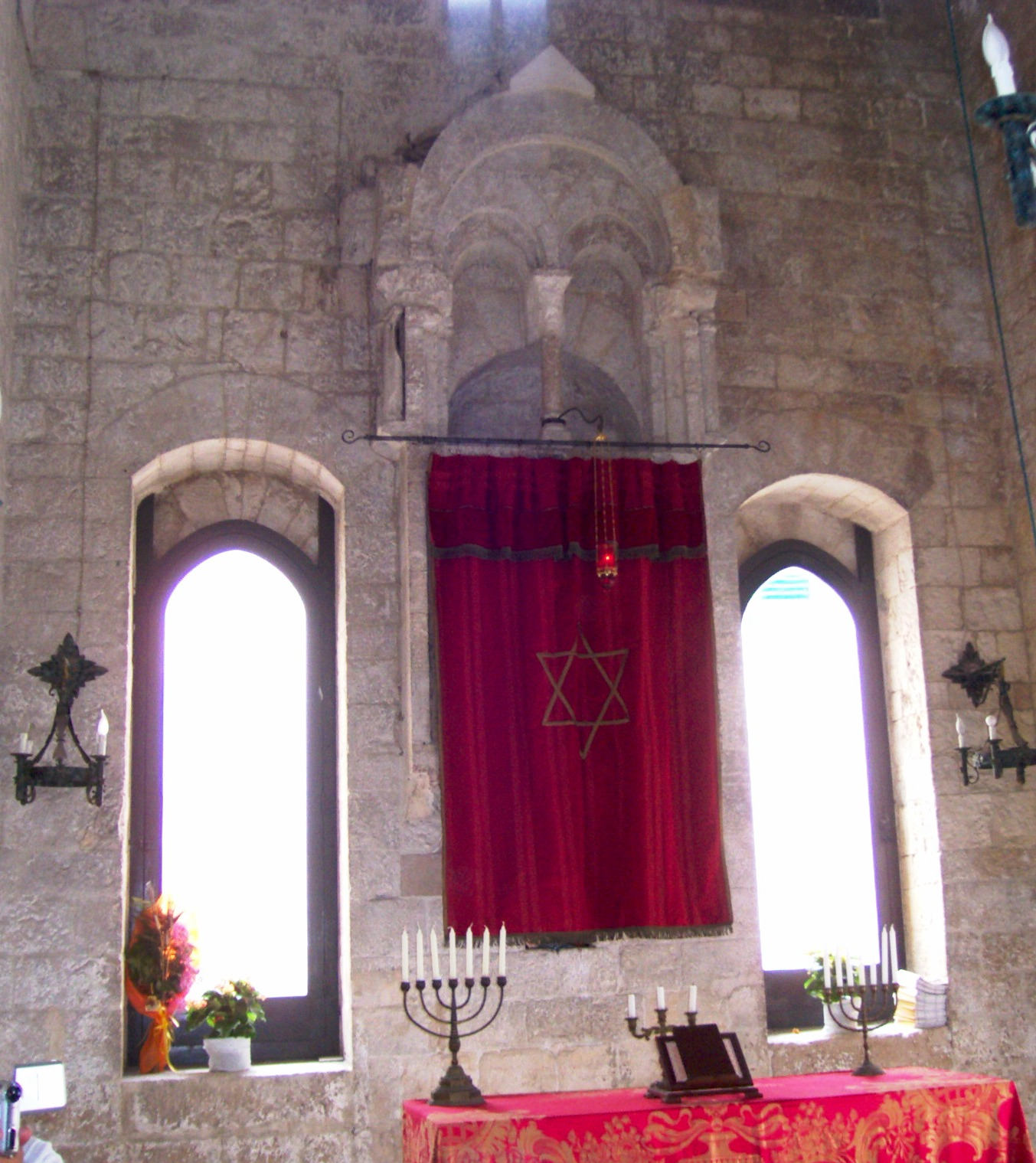
Intérieur de la synagogue
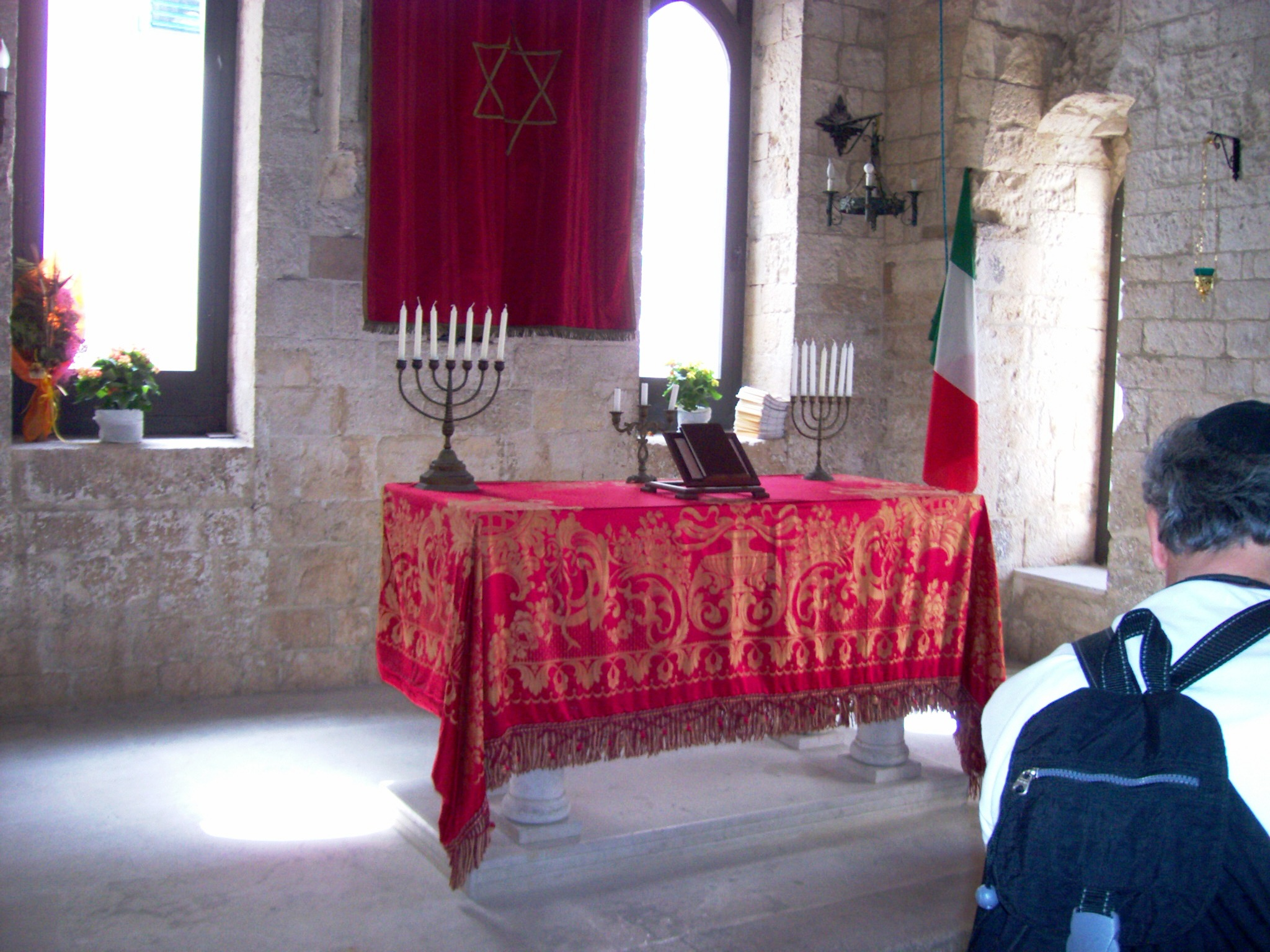
Intérieur de la synagogue
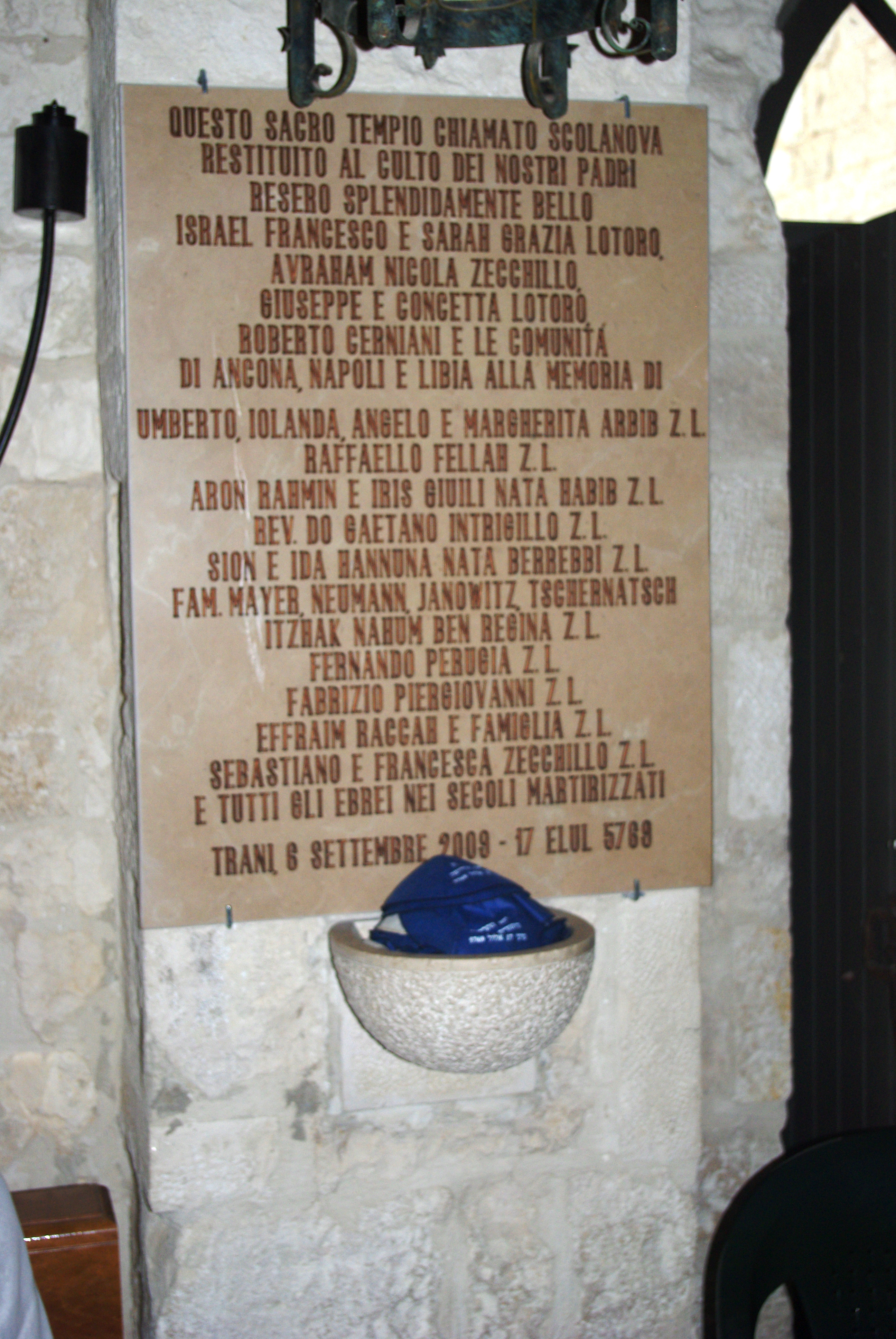
Plaque honorant les refondateurs de la synagogue de Trani